# CD64 (proteína)
CD64 (C luster of Differentiation 64) es un tipo de glicoproteína integral de membrana conocida como receptor Fc que se une a anticuerpos monoméricos de tipo IgG con alta afinidad.  Se conoce más comúnmente como receptor Fc-gamma 1 (FcγRI). Después de unirse a IgG, CD64 interactúa con una cadena accesoria conocida como cadena γ común (cadena γ), que posee un motivo ITAM que es necesario para desencadenar la activación celular. 
Estructuralmente CD64 está compuesto por un péptido señal que permite su transporte a la superficie de una célula, tres dominios de inmunoglobulina extracelular del tipo C2 que utiliza para unirse al anticuerpo, un dominio transmembrana hidrofóbico y una cola citoplasmática corta. 
CD64 se encuentra constitutivamente sólo en macrófagos y monocitos, pero el tratamiento de leucocitos polimorfonucleares con citocinas como IFNγ y G-CSF puede inducir la expresión de CD64 en estas células.  
Hay tres genes distintos (pero muy similares) en humanos para CD64 llamados FcγRIA (CD64A), FcγRIB (CD64B) y FcγRIC (CD64C) que se encuentran en el cromosoma 1.  Estos tres genes producen seis transcripciones de ARNm diferentes; dos de CD64A, tres de CD64B y uno de CD64C; mediante empalme alterno. 